# Mandagappattu
Mandagappattu, auch Mandagapattu, ist ein knapp 2.000 Einwohner zählendes Dorf im südindischen Bundesstaat Tamil Nadu. Etwas außerhalb des Dorfes befindet sich einer der ältesten (erhaltenen) Felstempel aus der Pallava-Zeit.

## Lage
Mandagapattu liegt in einer Höhe von knapp 60 m ca. 25 km (Fahrtstrecke) nördlich der Distriktshauptstadt Viluppuram bzw. ca. 21 km südöstlich von Gingee. Das Klima ist tropisch warm; Regen fällt hauptsächlich in den Monsunmonaten Juli bis Dezember.

## Bevölkerung
Die Einwohner des Ortes sind ganz überwiegend Hindus; andere Glaubensgemeinschaften sind unter der ländlichen Bevölkerung Südindiens kaum vertreten. Der weibliche und der männliche Bevölkerungsanteil sind annähernd gleich.

## Wirtschaft
Im Umland des Dorfes wird Feldwirtschaft und auch etwas Viehzucht (Hühner) betrieben; im Ort selbst gibt es Kleinhändler, Handwerker und Tagelöhner, aber auch eine Schule und eine Bank.

## Geschichte
Mit Unterbrechungen vor allem durch die Chola herrschten in der Region lange Zeit die Dynastien der Pandyas (Hauptstadt Madurai) und der Pallavas (Hauptstadt Kanchipuram), die jedoch die tatsächliche Macht oft an regionale Vasallen delegierten. Im 14. Jahrhundert okkupierten muslimische Herrscher kurzzeitig die Macht, die dann auf das hinduistische Vijayanagar-Reich überging, das seinerseits den Nawabs von Karnatik (ca. 1690–1801) Platz machen musste. Zwischenzeitlich stritten sich jedoch Briten und Franzosen in den Karnatischen Kriegen (1744–1763) um die Vorherrschaft in der Region.

## Sehenswürdigkeiten

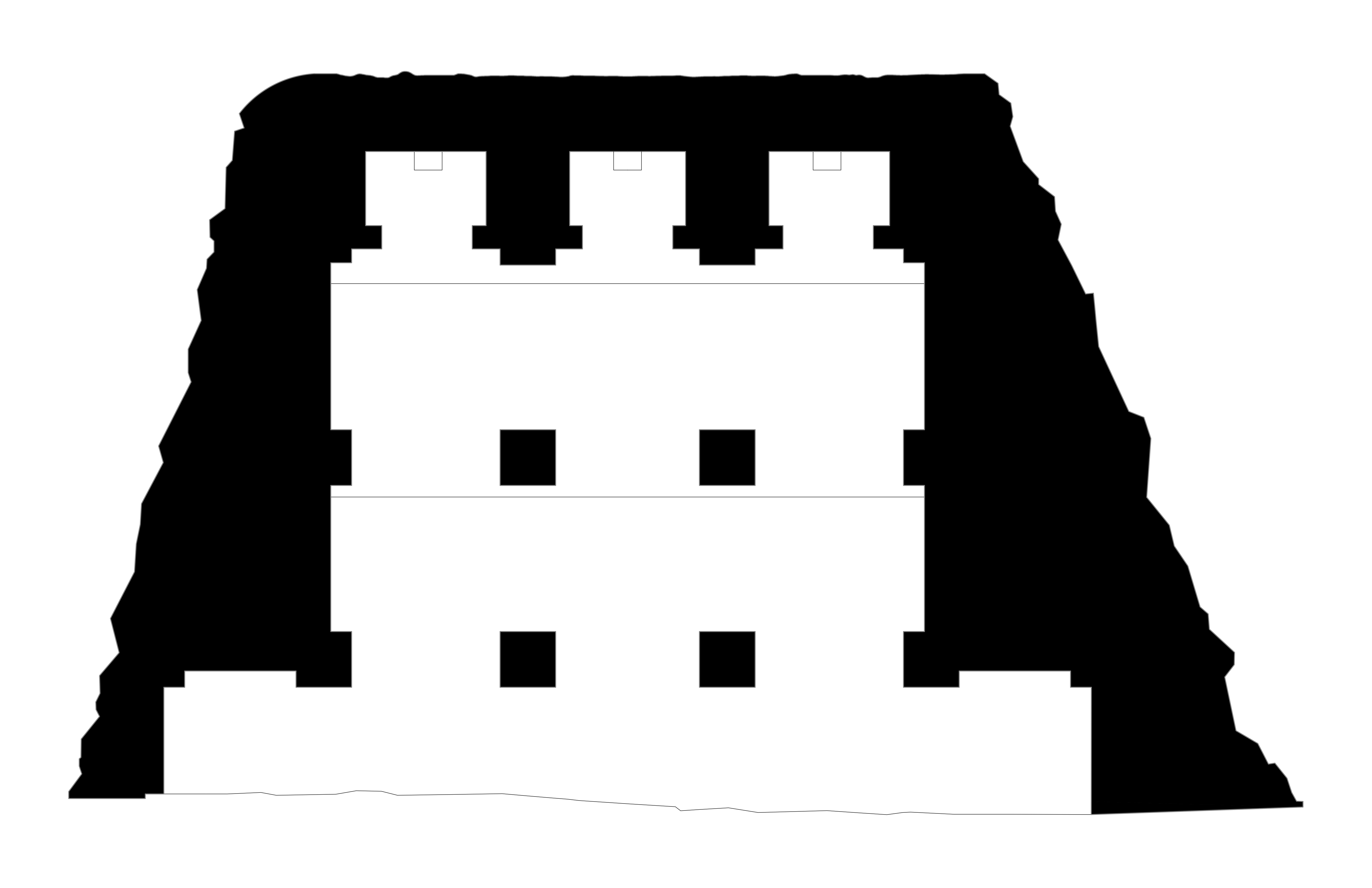
Grundriss des Trimurti-Tempels mit drei nebeneinander liegenden Cellae

Einer Inschrift zufolge wurde der Trimurti-Felsentempel vom Pallava-Herrscher Mahendravarman I. (reg. ca. 600–630) in Auftrag gegeben, dem auch weitere Tempel in Tamil Nadu zugeordnet werden können. Die Übersetzung der Inschrift lautet:
Dieser ohne Ziegelstein, Holz, Metall und Mörtel gefertigte Tempel wurde als Haus für Brahma, Ishvara (= Shiva) und Vishnu vom König Vicitra-cita (= Mahendravarman I.) in Auftrag gegeben.
Der dreiportalige Eingang wird von zwei überlebensgroßen seitlichen Wächterfiguren (dvarapalas) begleitet, die ihre Aufgabe mit großer Eleganz und Gelassenheit erfüllen. Der untere und der obere Teil der dekorlosen Stützen sind blockhaft, wohingegen der Mittelteil einen oktogonalen (oder halboktogonalen) Querschnitt aufweist; diese Konstellation wiederholt sich im Innern zwischen der querrechteckigen Vorhalle (mandapa) und den annähernd quadratischen Cellae (garbhagrihas).